# Roger III de Carcasona
Roger III de Carcasona, conde de parte de Carcasona donde sucedió a su padre Pedro Raimundo, fallecido en el año 1060. Se le conoce también como Roger Pedro. Roger también era vizconde de Beziers y Agde
Gobernó conjuntamente con su sobrino Raimundo II, hermano de Pedro Raimundo (otros dos hermanos que también gobernaron conjuntamente, Pedro III y Bernardo II ya habían fallecido cuando Roger III llegó al gobierno). Raimundo II murió al cabo de algún tiempo (la fecha se desconoce), y Roger III recibió todo el condado. En 1065 recibió el condado de Conserans, y en 1067 el condado de Razes, pero murió poco después
Casó con Sibila pero no tuvo hijos. La herencia entró en litigio entre las tres hermanas del conde: Garsenda, casada con Raimundo II, vizconde asociado de Narbona; Ermesenda, casada con Raimundo Bernardo Trencavel, vizconde de Albi y de Nimes; y Adelaida, casada con Guillermo-Ramón I, heredero del condado de Cerdaña. Incluso el conde de Foix presentó una reclamación a los derechos hereditarios. La muerte de Garsenda en 1068, facilitó el camino a Ermesenda, que con su esposo de la dinastía de los Trencavel pudo dominar en Carcasona por algún tiempo. Pero Garsenda legó sus derechos a la sucesión a su esposo, y, sucesivamente a sus hijos lo que abría la puerta a futuros pleitos. Adelaida y su esposo vendieron sus derechos sucesorios a Ramón Berenguer I conde de Barcelona. 

Antecesor: Pedro Raimundo
Sucesor: Ermengarda de Carcasona y su esposo Raimundo Bernardo Trencavel
- Datos: Q2161741